# Conotrachelus flavens
Conotrachelus flavens – gatunek chrząszcza z rodziny ryjkowcowatych.

## Zasięg występowania
Ameryka Południowa, występuje w Gujanie Francuskiej.

## Budowa ciała
Ciało wydłużone. Przednia krawędź pokryw znacznie szersza od przedplecza, po bokach zakończona niewielką ostrogą.